# Mistrzostwa Polski Juniorów w Saneczkarstwie 2016 (tory naturalne)
Mistrzostwa Polski Juniorów w saneczkarstwie na torach naturalnych 2016 zostały rozegrane w dniach 4–5 marca 2016 roku w Gołdapi.
W konkurencji jedynek kobiet złoto zdobyła Dominika Krupińska, srebro Milena Smokowska, a brąz Magdalena Rozmysłowska, natomiast w konkurencji mężczyzn złoto zdobył Aleksander Grecki, a srebro Marcin Sitkowski. Drużynowo najlepszy okazał się Łoś Gołdap w składzie Dominika Krupińska, Aleksander Grecki, Milena Smokowska.